# Sternwarte Bochum

Logo mit dem Kürzel IUZ des offiziellen Namens der Sternwarte: Institut für Umwelt- und Zukunftsforschung

Die Sternwarte Bochum, von den Bochumern in Anspielung auf das US-amerikanische Raumfahrtzentrum Cape Caneveral und den Gründer der Sternwarte Bochum, Heinz Kaminski, auch gerne als „Kap Kaminski“ bezeichnet, ist eine durch Privatinitiative entstandene Einrichtung in Bochum. Schwerpunkte sind die Radioastronomie und die Umweltforschung.

## Geschichte und Aufgaben

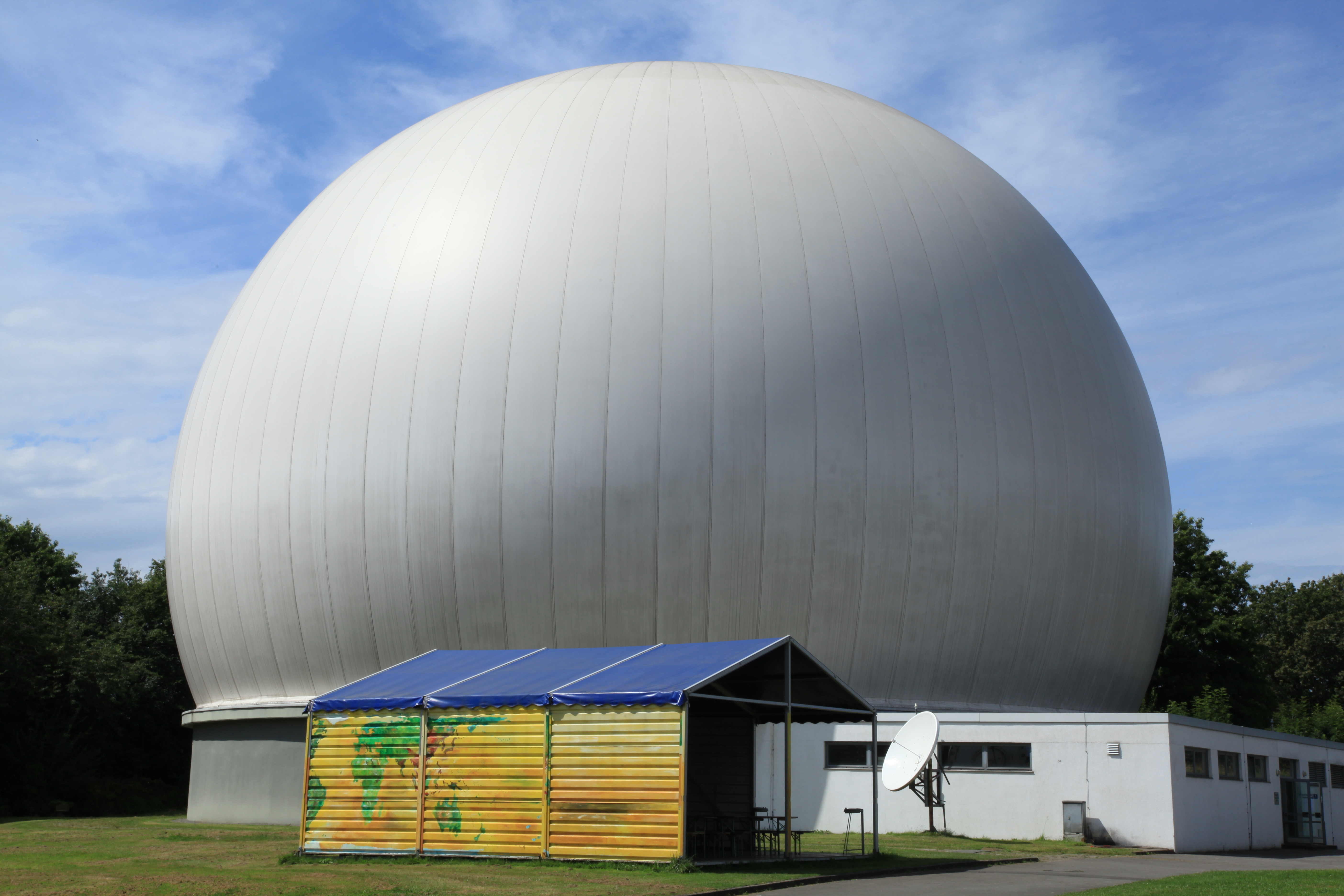
Das Radom der Sternwarte

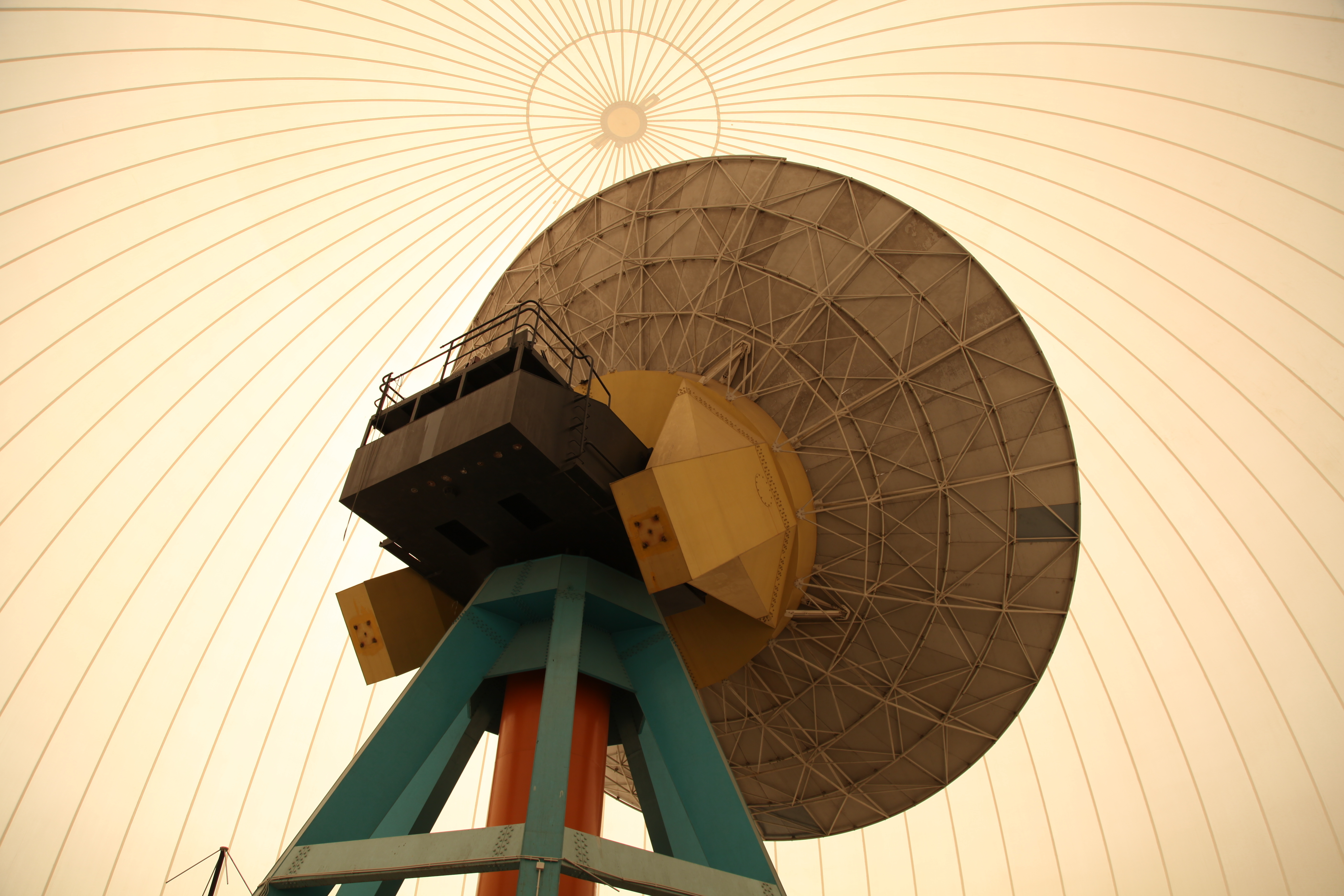
Parabolantenne im Radom

1946 gründete Heinz Kaminski die Sternwarte Bochum als Volkssternwarte der Volkshochschule im Ortsteil Sundern. Hieraus entwickelte sich das Institut für Weltraumforschung / Sternwarte Bochum. Nach dem Start des ersten künstlichen Erdsatelliten am 4. September 1957, Sputnik 1, wurden dessen Signale am 7. Oktober 1957 in Bochum empfangen. Durch die mediale Aufmerksamkeit ist die Sternwarte weithin bekannt geworden.
Die Sternwarte Bochum erhielt Aufträge vom Bundesnachrichtendienst (BND) zur Weltraumbeobachtung. Es wurden allgemeine Themen bearbeitet und die Kontakte waren inoffizieller Natur. Zu dieser Zeit war die Sternwarte in finanziellen Schwierigkeiten. Die Sternwarte erhielt 1975 jährlich 500.000 DM vom BND.
Das Institut für Weltraumforschung / Sternwarte Bochum wurde 1982 zum Institut für Umwelt- und Zukunftsforschung (IUZ) umbenannt. Zu den neuen Aufgaben zählt es, sich mit gesellschaftspolitischen und globalökologischen Themen zu befassen. Es ist eine anerkannte und geförderte Weiterbildungseinrichtung des Landes Nordrhein-Westfalen. Sein Bildungswerk wird gefördert durch die Landeszentrale für politische Bildung beim Ministerium für Wirtschaft und Arbeit des Landes Nordrhein-Westfalen.
Heinz Kaminski ernannte 1999 Thilo Elsner zu seinem Nachfolger. Thilo Elsner ist seit Februar 1995 an der Sternwarte Bochum und hat entscheidend zum Erhalt und Wiederaufbau des zugehörigen Radoms am Institutsstandort im Bochumer Ortsteil Sundern beigetragen. Die durch Druckluft getragene Antennenkuppel war im Oktober 1999 zusammengesackt, nachdem durch einen Riss in der Polyesterhaut ein größeres Loch entstand. 2002 verstarb Heinz Kaminski. 2007 feierte die Sternwarte Bochum ihr 60-jähriges Jubiläum.
Im März 2009 haben Funkamateure an der Bochumer Sternwarte mit ihrer 20 m-Parabolantenne Signale von der Venus empfangen (Erde-Venus-Erde-Verbindung). Somit ist es erstmals gelungen, in Deutschland das Echo eines anderen Planeten zu empfangen. Die US-amerikanische Raumfahrtbehörde NASA hat nun um Mithilfe gebeten und wird künftig Daten nach Sundern senden.

## Ausstattung

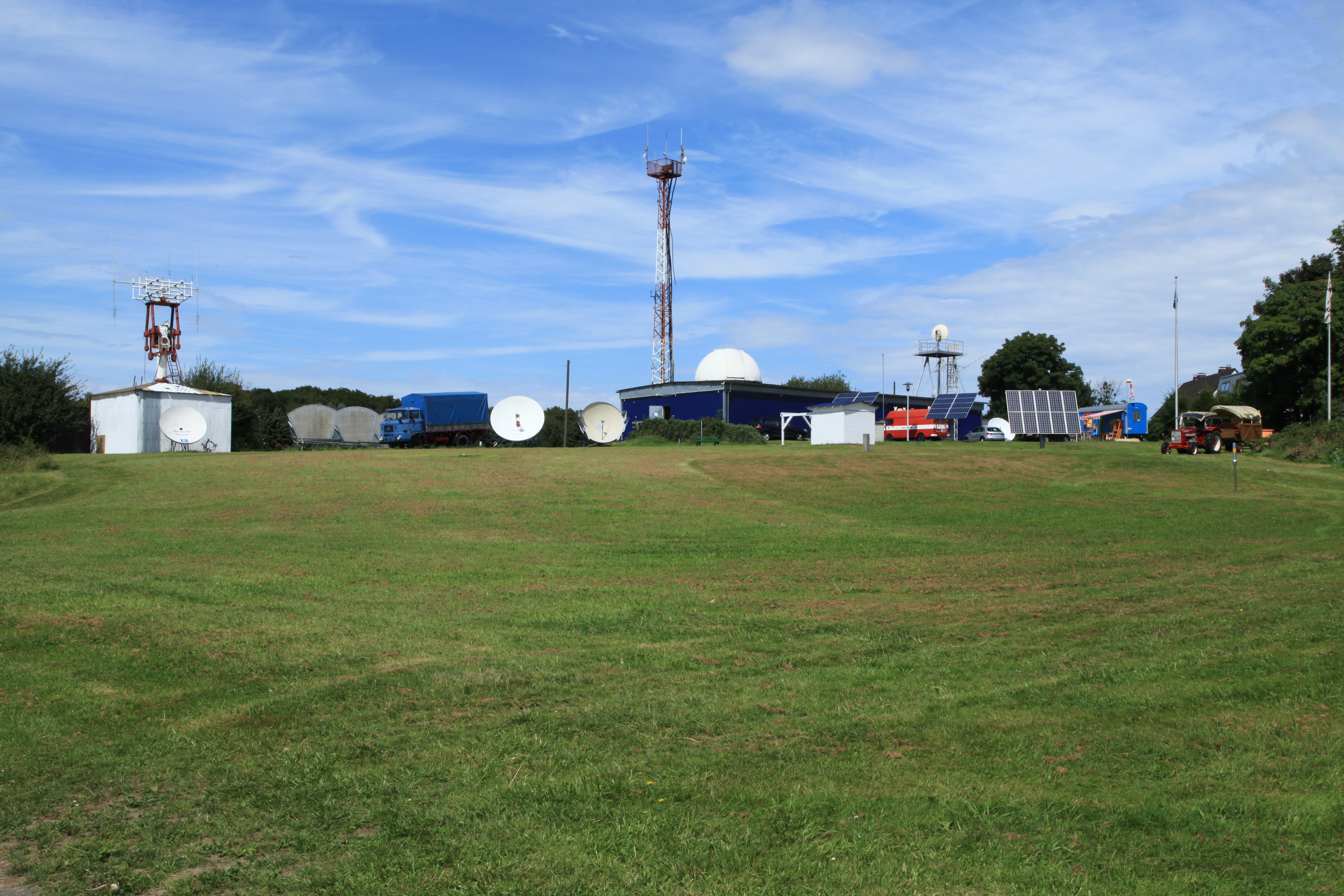
Antennen und Nebengebäude

Das Institut besitzt heute mehrere Antennenanlagen für den Datenempfang von geostationären und erdumlaufenden Satelliten und interplanetaren Raumflugkörpern. Die Entwicklung von astronomischen sowie umweltpolitischen und damit gesellschaftsbezogenen Schwerpunkten wird gefördert und weiterführend dem Bürger nähergebracht. Dies geschieht durch eine „Mobile Sternwarte“, die unter anderem aus einer hochauflösenden Satellitenempfangsanlage besteht. Als gemeinnützig anerkannt, arbeitet das Institut seit 1990 als eine Einrichtung der politischen Weiterbildung des Landes Nordrhein-Westfalen für die Menschen des Reviers.
Das größte Gebäude des IUZ ist das Radom. Dabei handelt es sich um eine 40 Meter hohe Tragluftkuppel, die eine 20 m große Parabolantenne vor Witterungseinflüssen schützt. Die Antenne hat ein Gesamtgewicht von über 220 Tonnen und verfügt sowohl über die Möglichkeiten des Datenempfangs als auch des Datenversands. Seit einer kompletten Verbesserung der Anlage hat diese eine Positioniergenauigkeit von rund 1/1000 Grad und ist damit auf die geplante Marsmission AMSAT P5A vorbereitet, die teilweise durch das IUZ Bochum mitgesteuert wird. Darüber hinaus beheimatet das Objekt 1000 Quadratmeter gestalteter Ausstellungsfläche sowie einen Vortragsraum für 160 Personen.

## Dauerausstellung

Sputnik50

Kosmos, Kommunismus, Kalter Krieg – Sputnik 50: Die Geschichte der Raumfahrt in zwei politischen Systemen ist die Ausstellung im Radom der Sternwarte Bochum, gefördert von der Bundesstiftung zur Aufarbeitung der SED-Diktatur. Sie dokumentiert die Ereignisse des Wettlaufs der Systeme im All vom ersten Empfang der Sputnik-Signale 1957 bis heute: „Die Volkssternwarte Bochum, eine der wenigen Einrichtungen, die als erste dieses Signal empfangen konnte, avancierte zum Weltraumnachrichtenplatz in Westdeutschland. An diesem historischen Ort der Raumfahrt ist eine besondere Ausstellung entstanden, die mit zahlreichen Exponaten, zusammengetragen aus ganz Deutschland, die Instrumentalisierung der Raumfahrt dokumentiert.“

## Film
- Wie der Mond nach Bochum kam. Dokumentarfilm von Martin Herzog und Gabriele Jakobi, WDR 2009, 45 Minuten.

## Sonstiges
Die Freiburger Band Personable Excavator hat ein Lied nach der Sternwarte benannt.
Im Jahr 2015 diente das Gelände und das Radom der Sternwarte als Original Bochumer Drehmotiv für die von Sony Pictures produzierte Folge „Sternenreise“ der erfolgreichen Vorabendkrimiserie Heldt, in der der in Bochum ermittelnde Hauptkommissar Nikolas Heldt im Rahmen einer Weltraum-Messe einen Anschlag aufzuklären hat. Die Erstausstrahlung der Folge (4. Staffel, Folge 4) erfolgte mit 3,70 Millionen Zuschauern am 12. Oktober 2016 im ZDF, während die ZDFmediathek die Folge bereits seit dem 14. September 2016 online kostenlos zur Verfügung stellt.